# Kontraktova plosjtsja
Kontraktova plosjtsja (Oekraïens: Контрактова площа; letterlijk 'Contractenplein') is een plein in de historische wijk Podil in Kiev, de hoofdstad van Oekraïne. Het is een belangrijk economisch, cultureel en transportcentrum, met tal van architecturale en historische monumenten.
Het plein bestaat al sinds de tijd van het Kievse Rijk en staat bekend als een belangrijk onderdeel van de koopmansbuurt Podil. De bouw van het zogeheten Contractenhuis (Контрактовий будинок), een permanent handelscentrum waar aan het einde van de 18e eeuw contracten werden ondertekend, gaf het plein zijn huidige naam.
In 1748-1749 werd de Fontein van Samson gebouwd, om het waterdistributiesysteem van het gebied te herstellen. Het complex van de Nationale Universiteit Kiev-Mohyla Academie, een van de toonaangevende universiteiten van Oekraïne die dateert uit de 16e eeuw, grenst aan het plein.
In de jaren 70 van de 20e eeuw werden archeologische werkzaamheden uitgevoerd door het Instituut voor Archeologie van de Oekraïense Socialistische Sovjetrepubliek op het plein, evenals reconstructies van de belangrijkste constructies van het plein.
Het plein werd in de loop van de geschiedenis verschillende keren omgedoopt. In 1869-1919 heette het plein Aleksandrovskaja (Александровская), ter ere van Alexander II van Rusland. Van 1919 tot 1944 droeg het de naam Tsjervona (Oekraïens) dan wel Krasna (Russisch) (Червона, Красна; 'Rode Plein'), gewijd aan het communisme. In december 1944 nam het stadsbestuur een resolutie aan om het gebied zijn historische naam terug te geven: Kontraktova (Контрактова; ‘Contracten'). De laatstgenoemde namen bleven echter enige tijd naast elkaar bestaan. Sinds 1990 heet het plein officieel weer Kontraktova plosjtsja.
Onder het plein ligt metrostation Kontraktova plosjtsja.

## Galerij

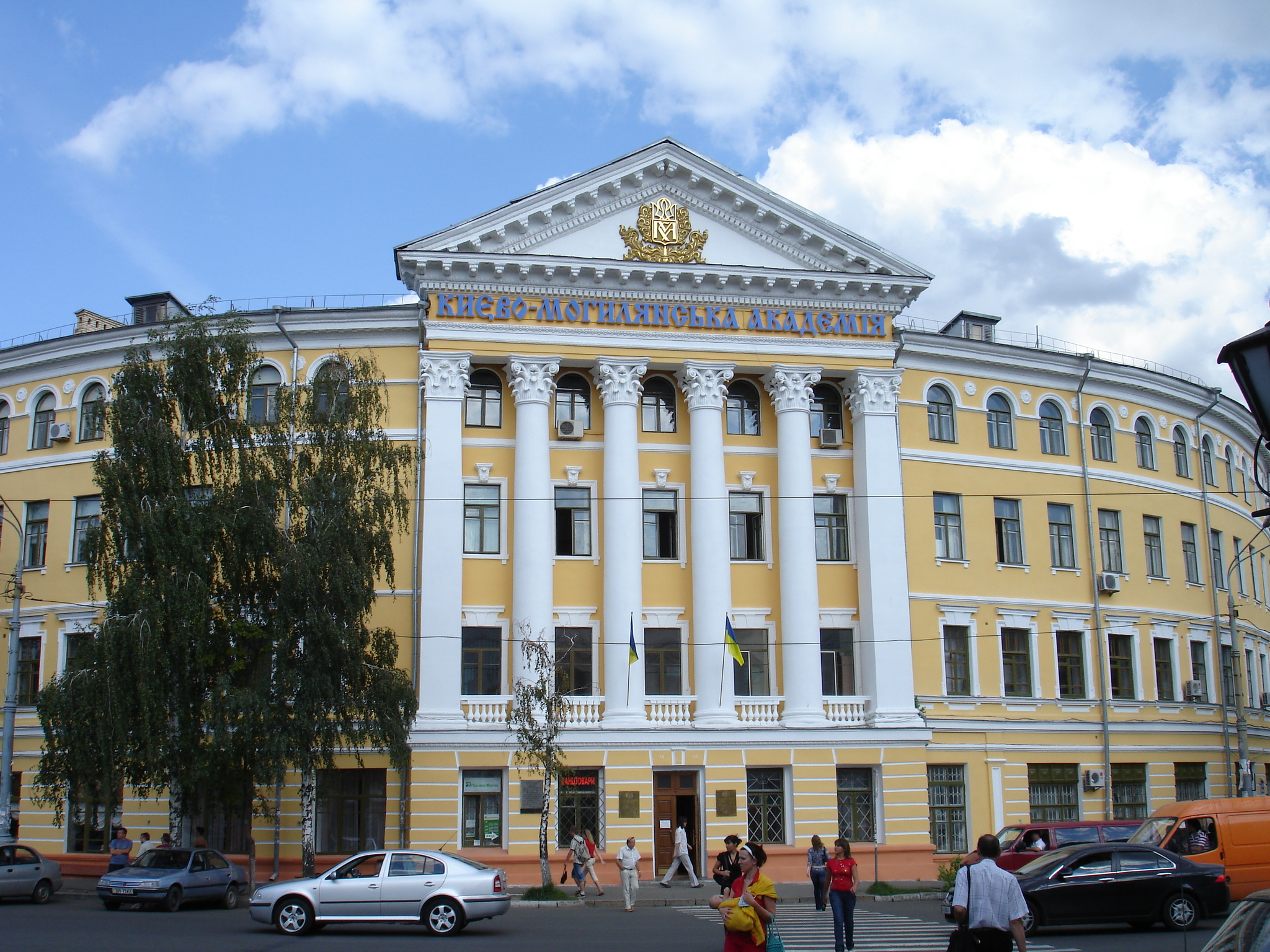
De hoofdingang van de Nationale Universiteit Kiev-Mohyla Academie.
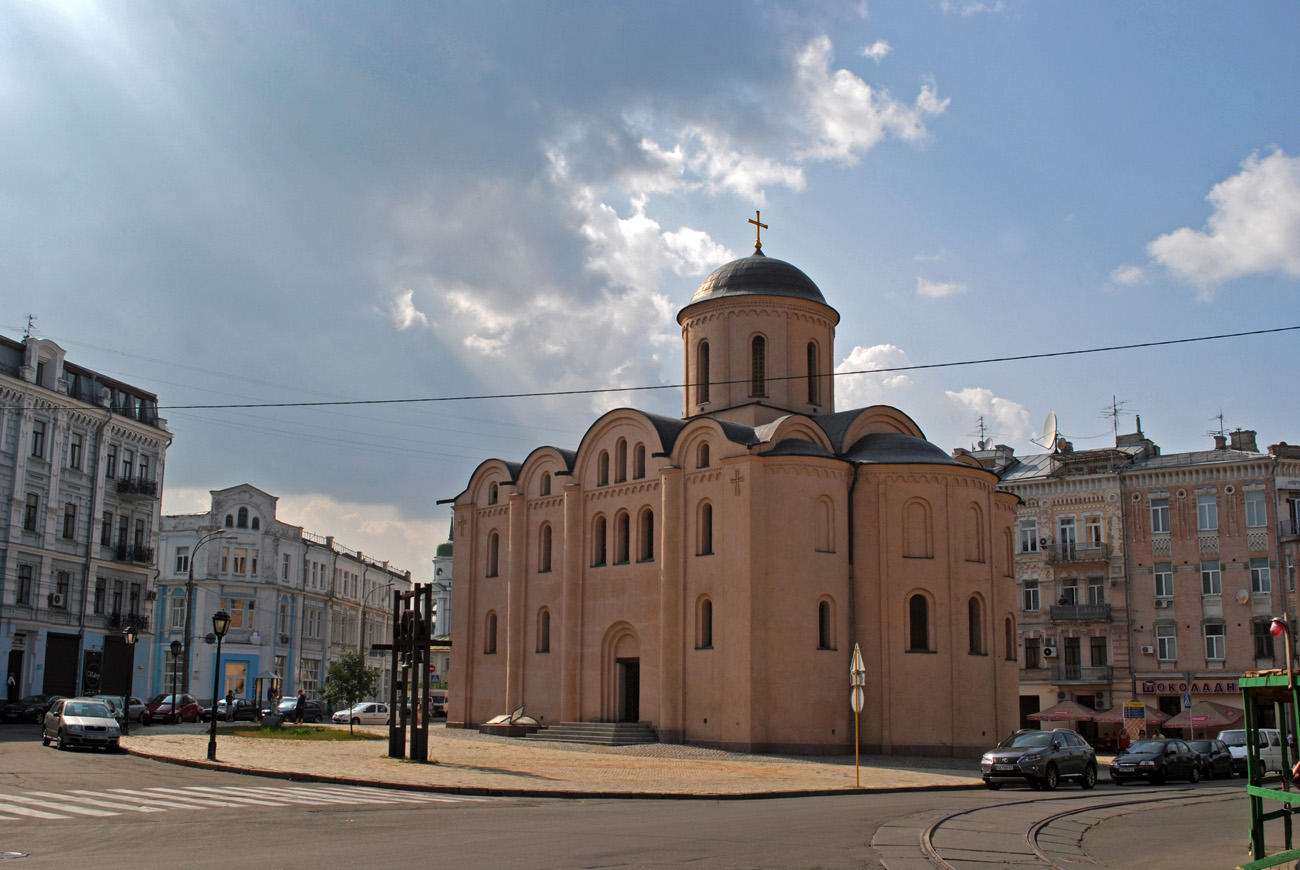
De Pyrohosjtsja-kerk, die werd verwoest in 1935 en herbouwd in 1998.